# Шнирів
Шни́рів — село в Україні, у Бродівській міській громаді Золочівського району Львівської області. Відстань до центру громади становить 15 км, що проходить автошляхом місцевого значення. Відстань до найближчої залізничної станції Броди становить 15 км.
Село було центром Шнирівської сільської ради, якій були підпорядковані села Шнирів, Білявці, Бовдури, Клекотів. Населення становить 400 осіб.

## Історія
Село Шнирів засноване 1545 року. Перша згадка датується 1546 роком, а в документі «Уточнення кордонів між Польщею і Великим Князівством Литовським» згадане як Шнерево.
У 1856 році від епідемії холери у селі померло багато людей. Під час першої світової війни через своє близьке розташування до лінії фронту село було знищене, будинки зруйновані, а місцеве населення евакуйвано вглиб Австро-Угорщини, а також багато втекло на територію сусідньої Російської імперії. На початку німецько-радянської війни в околицях Шнирева точилися запеклі бої між радянськими та німецькими військами. У березні 1944 року в селі перебував штаб з'єднання партизанських загонів під командуванням Михайла Наумова.
У повоєнний час в Шниреві споруджено 225 житлових будинків, а також діяли восьмирічна школа, клуб та бібліотека. У 1960-х роках тут  знаходилася контора місцевого колгоспу «Дружба». Основним напрямом діяльності колгоспу було вирощування зернових та технічних культур (хміль, цукрові буряки, льон-довгунець), а також молочне тваринництво. Крім того, за колгоспом були закріплені млин та дві пилорами. На території сільської ради працювала цегельня.
У Шнирівській загальноосвітній школі діє історико-краєзнавчий музей історії села.
12 червня 2020 року, відповідно до розпорядження Кабінету Міністрів України № 718-р «Про визначення адміністративних центрів та затвердження територій територіальних громад Львівської області», село увійшло до складу Бродівської міської громади.
19 липня 2020 року, в результаті адміністративно-територіальної реформи та ліквідації Бродівського району, село увійшло до складу новоствореного Золочівського району.

## Вузькоколійка
За часів Австро-Угорщини протягом 1912-1913 років для лісовозів була споруджена 39-кілометрова вузькоколійна залізниця Броди — Шнирів. Під час бойових дій першої світової війни російські та австрійські вояки влітку 1915 року розібрали 31 кілометр колії. Після 1919 року 18 км колії, шириною 60 см, було відбудовано. На вузькоколійці працювали танк-паровози 1913 року випуску, захоплені у 1915 році російськими військами у німців.

## Відомі люди
Народилися
- Василь Ящун (1915 — 2001) — вчений-славіст, перекладач, професор Пітсбурзького університету (США);
- Петро Федун — «Полтава» — (24 лютого 1919 — 23 грудня 1951) — один з провідних ідеологів та публіцистів, керівник Головного осередку пропаганди Проводу ОУН, заступник Голови Генерального Секретаріату Української Головної Визвольної Ради, начальник політвиховного відділу Головного військового штабу УПА, редактор та автор багатьох підпільних публікацій. Лицар Срібного Хреста Заслуги (1947);
- Євген Лисик (1930-1991) — художник-сценарист;
- Андрій Скварук (нар. 1967) — український спортсмен, метальник молота.

## Пам'ятки
- Дерев'яна церква Вознесіння Господнього з дзвіницею, споруджена у 1765 році. Пізніше добудували бокові рамена та розширили бабинець. Була відновлена у 1930 році. У міжвоєнний період перебувала під патронатом банкової спілки Вільгельма Шмідта. Нині належить ПЦУ.[11]
- Козацька могила (XVII століття), розташована на пагорбі, посеред поля при в'їзді до села з боку Клекотова. У Берестецькій кампанії Адам Хмелецький брав участь на посаді паволоцького наказного полковника. Як засвідчують документи, біля села Шнирів 10 червня 1651 року відбувся бій між козацько-татарським загоном під командуванням Хмелецького і польським загоном, який очолював реєстровий сотник Ясько Ясноборський.[12] Місце бою занесено до державного реєстру нерухомих пам’яток України, а також є Пам'ятка історії Бродівського району № 251.[13] У 1991 році місце увічнене пам’ятним знаком «Славним українським козакам». На місці бою і зараз розташовано декілька давніх поховань XVII століття.
- 2019 року, напередодні свята Покрови, в селі Шнирів урочисто був відкритий пам'ятник видатному землякові Петрові Федуну-Полтаві.[14]

## Галерея

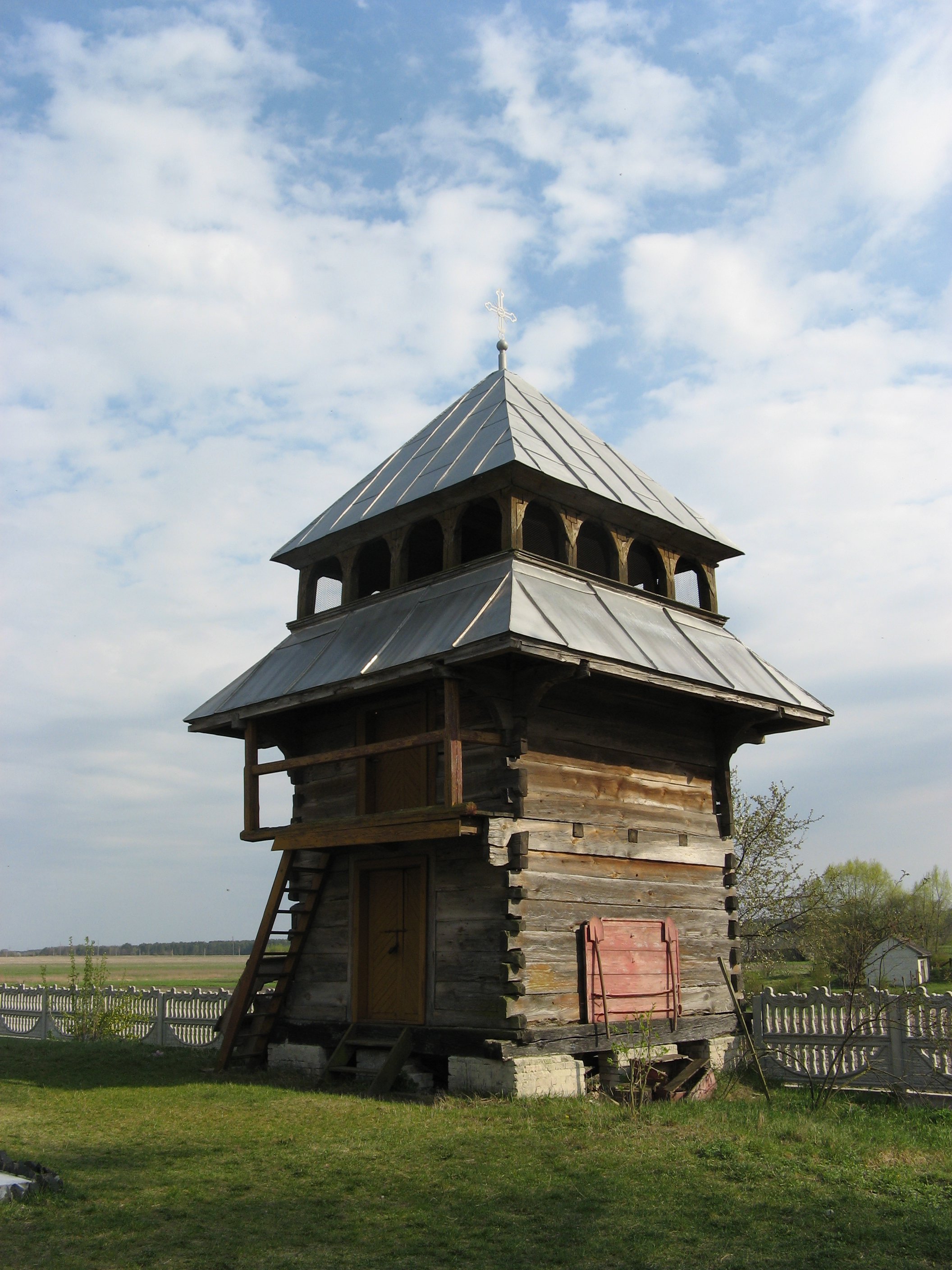
Дерев'яна дзвіниця церкви Вознесіння Господнього
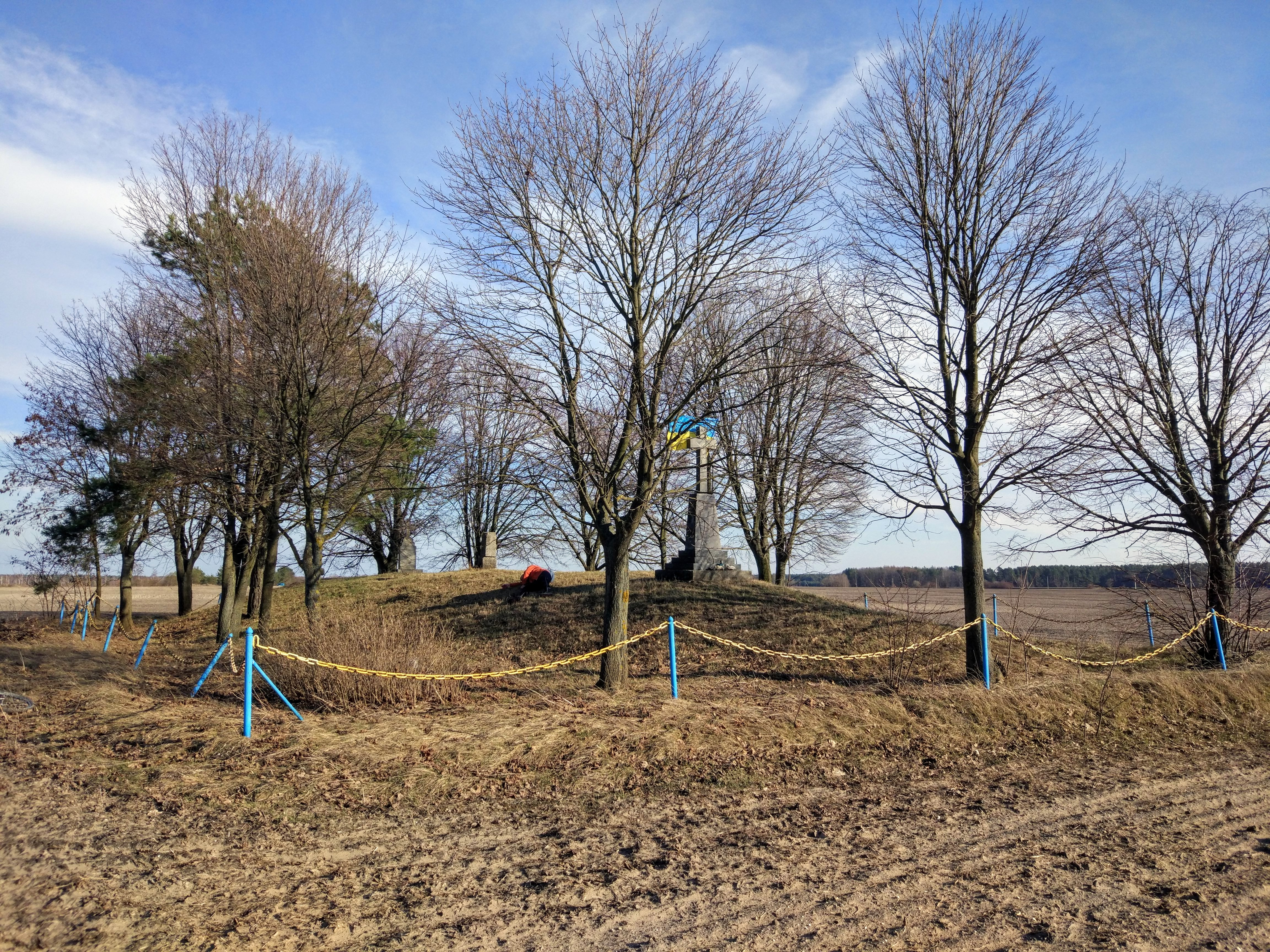
Козацький цвинтар на місці бою загону Адама Хмелецького
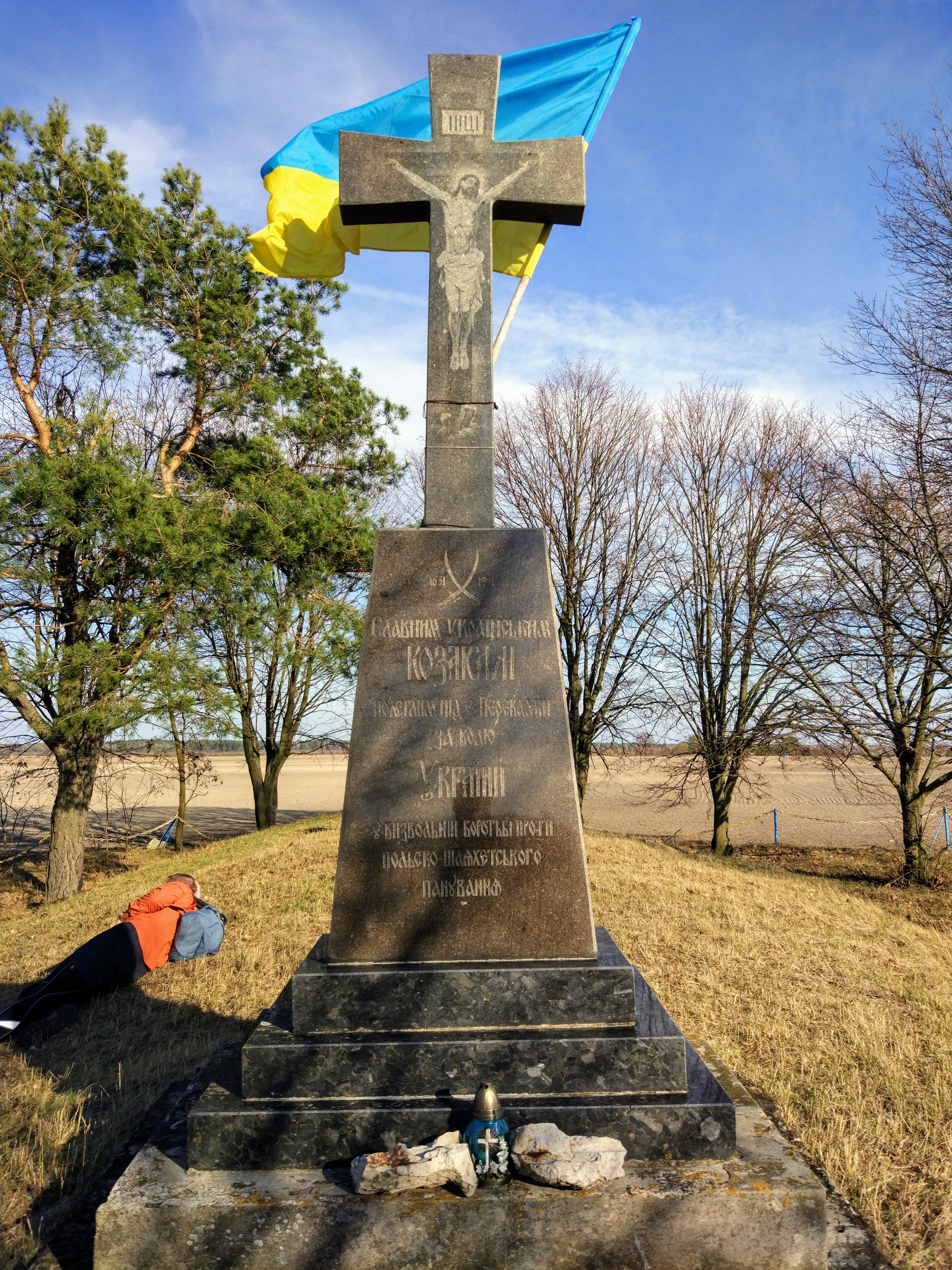
Пам'ятний знак на місці бою загону Адама Хмелецького (1991)
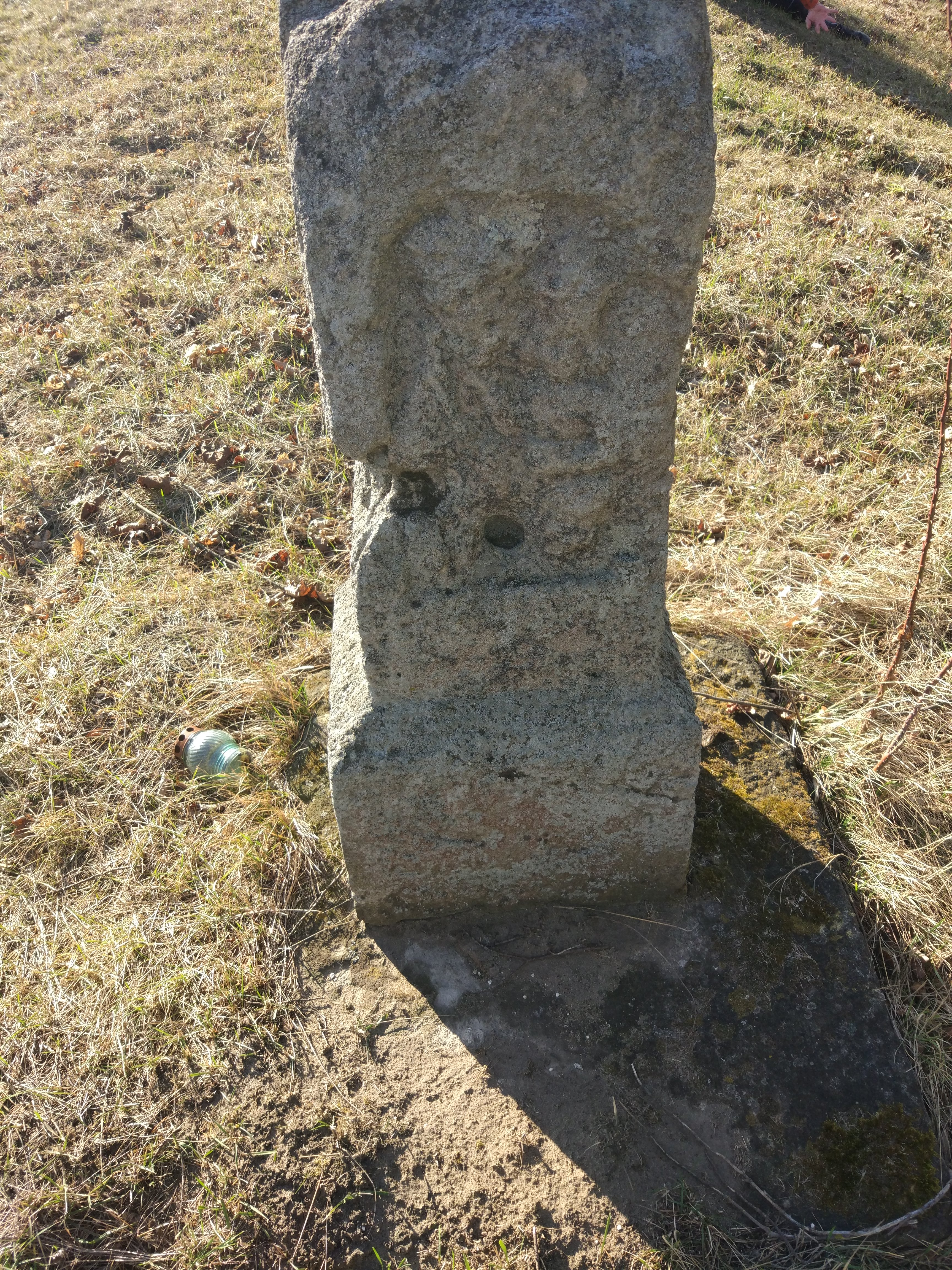
Козацька могила (XVII століття)
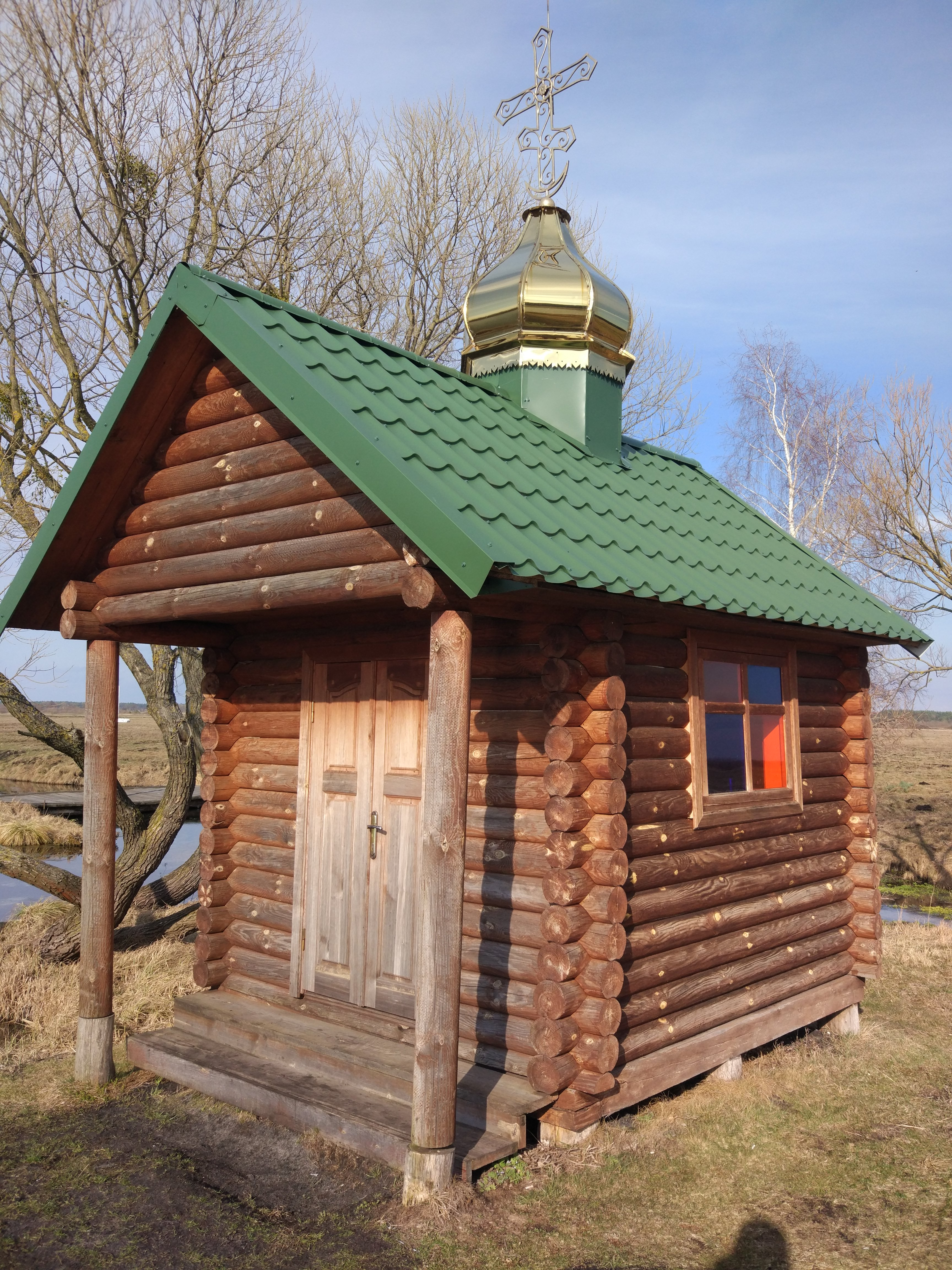
Каплиця біля витоку джерел
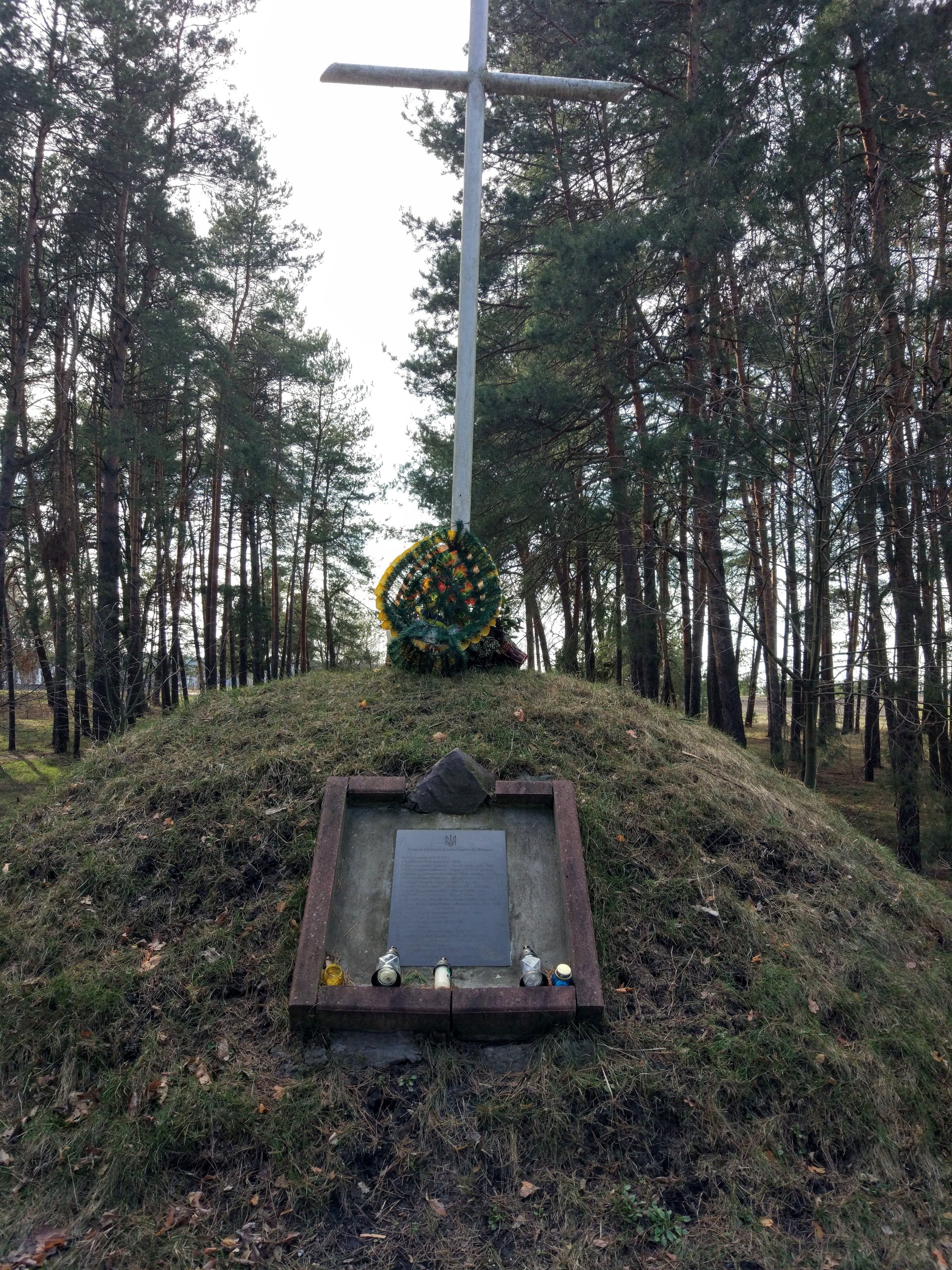
Пам'ятний хрест загиблим воякам ОУН-УПА